# Susanna Agnelli
Susanna Agnelli, già coniugata Rattazzi (Torino, 24 aprile 1922 – Roma, 15 maggio 2009), è stata un'imprenditrice, politica e scrittrice italiana.
Ha ricoperto vari incarichi politici: prima come sindaco di Monte Argentario dal 1974 al 1984, successivamente è stata sottosegretario di Stato del Ministero degli affari esteri dal 9 agosto 1983 all'11 aprile 1991 in vari governi del Pentapartito, e infine ministro degli affari esteri nel governo Dini dal 17 gennaio 1995 al 18 maggio 1996. È stata la prima donna a ricoprire la carica di ministro degli esteri in Italia.
È stata presidente della Fondazione Telethon dalla fondazione nel 1990 fino alla sua morte.

## Biografia
Appartenente, nonché esponente di spicco, della famiglia torinese Agnelli, proprietaria della principale azienda automobilistica italiana FIAT, la contessa Susanna, o Suni come la chiamavano in famiglia, era figlia di Edoardo e di Virginia Bourbon del Monte, nonché sorella di Gianni.
Durante la seconda guerra mondiale entra nella Croce Rossa per portare il suo aiuto sulle navi che trasportano i soldati feriti. Dopo una frequentazione con il principe Raimondo Lanza di Trabia, alla fine della guerra sposa il conte Urbano Rattazzi (Genova, 28 gennaio 1918 - Milano, 28 giugno 2012), da cui ha sei figli (Ilaria, Samaritana, Cristiano, Delfina, Lupo e Priscilla) e dal quale divorzierà nel 1975.
Già laureata in lettere, nel 1984 riceve una laurea honoris causa in legge dalla Mount Holyoke University del Massachusetts, negli Stati Uniti d'America.

### L'attività politica
Nel 1974 diventa sindaco del comune di Monte Argentario, carica che mantiene per 10 anni, fino al 1984. Nel 1976 viene eletta deputato e nel 1979 europarlamentare (dimettendosi nel 1981) e nel 1983 senatrice nelle liste del Partito Repubblicano Italiano. È stata la prima donna a ricoprire la carica di sottosegretario di stato agli affari esteri dal 1983 al 1991 sotto varie presidenze del Consiglio (Craxi I, Craxi II, Goria, De Mita e Andreotti VI). Tra il 1995 e il 1996, ha ricoperto il ruolo di ministro degli affari esteri, ricevendo altresì la delega in materia di Italiani nel mondo con il DPCM del 24 febbraio 1995; fu dunque la prima donna nella storia italiana ad accedere al dicastero che ha sede alla Farnesina. In quel ruolo ha iniziato la battaglia, in seno alle Nazioni Unite, contro la diplomazia degli Stati Uniti d'America per impedire la riforma del Consiglio di Sicurezza che avrebbe portato di fatto all'esclusione dell'Italia dal consesso dei grandi del mondo. Sarà poi il suo successore Lamberto Dini a completare vittoriosamente quella battaglia.
Eletta alle elezioni europee del 1979 per le liste del PRI, è stata membro della Commissione per le relazioni economiche esterne. Ha aderito al gruppo parlamentare liberaldemocratico. È rimasta in carica fino all'ottobre 1981. Negli anni ottanta è stata l'unico membro italiano della Commissione mondiale per l'ambiente e lo sviluppo, il cui rapporto è noto, dal nome della sua presidente, come rapporto Brundtland.

### L'attività di scrittrice
Scrittrice e memorialista, viene ricordata soprattutto per la sua autobiografia intitolata Vestivamo alla marinara (dove si trova la nota frase della governante Miss Parker: "Don't forget you are an Agnelli") che è stata un best seller in Italia e all'estero (Premio Bancarella 1975). Tra gli altri titoli si ricordano: Questo libro è tuo (1993), Ricordati Gualeguaychu (1982) e Addio, addio mio ultimo amore (1985). Per molti anni ha curato una rubrica di posta intitolata Risposte private sul settimanale Oggi.

### La presidenza di Telethon
Susanna Agnelli è stata presidente del Comitato Telethon onlus dal 1990, anno in cui la nota maratona benefica è arrivata in Italia, sino alla morte; le è succeduto Luca Cordero di Montezemolo, designato dalla "Signora" quando ancora era in vita.
In occasione della Maratona Telethon 2009, l'associazione culturale "Il Melabò", in collaborazione con l'UILDM di Lecco (Unione Italiana Lotta alla Distrofia Muscolare), ha organizzato, l'11 dicembre alle ore 21, presso l'Auditorium "Casa dell'Economia" della Camera di Commercio di Lecco, uno spettacolo in ricordo di Susanna Agnelli, dal titolo Fiori bianchi per Te...lethon, viaggio poetico-musicale fra solidarietà umanitaria e ricerca scientifica. Testi di Giuseppe Leone e Roberto Zambonini.

### La Fondazione Il Faro
Susanna Agnelli ha dato vita alla Fondazione Il Faro 1997, che ha poi presieduto sino alla morte, con la finalità di accogliere, formare e inserire nel mondo del lavoro giovani in difficoltà. Il Faro aveva sede in Roma [Via Virginia Agnelli, 21] e realizzava ogni anno corsi di formazione professionale per oltre 200 giovani prevalentemente immigrati.
La Fondazione ha cessato la sua attività e nei locali, che erano adibiti alle attività della stessa, oggi ci sono uffici della Croce Rossa Italiana.

### Morte
Credo di sì.»
(Susanna Agnelli, Sindaco di Monte Argentario dal 1974 al 1984)
Muore a Roma il 15 maggio 2009 al Policlinico Agostino Gemelli dove era ricoverata da oltre un mese per un grave trauma femorale dovuto ad una caduta accidentale in casa. Il rito funebre si è tenuto in forma privata nella chiesa del convento della Presentazione al Tempio, più semplicemente detto Convento dei Passionisti di Monte Argentario. Per sua espressa volontà, la salma è stata cremata e le ceneri disperse nelle acque dell'Argentario in una giornata di tempesta.

## Incarichi parlamentari

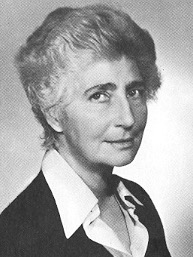
Susanna Agnelli nella VIII legislatura

### Camera dei Deputati

#### VII legislatura
- Segretario della XIVª Commissione Igiene e Sanità Pubblica dal 27 luglio 1976 al 19 giugno 1979
- Segretario della Commissione Parlamentare d'inchiesta sulla fuga di sostanze tossiche avvenuta il 19 luglio 1976 nello stabilimento ICMESA e sui rischi potenziali per la salute e per l'ambiente derivanti da attività industriali dal 28 luglio al 20 settembre 1977
- Membro della XIVª Commissione Igiene e Sanità Pubblica dal 5 luglio 1976 al 19 giugno 1979, dall'11 luglio 1979 al 29 aprile 1980 e dal 5 ottobre al 28 dicembre 1982
- Membro della Commissione Parlamentare d'inchiesta sulla fuga di sostanze tossiche avvenuta il 19 luglio 1976 nello stabilimento ICMESA e sui rischi potenziali per la salute e per l'ambiente derivanti da attività industriali dal 27 luglio 1977 al 19 giugno 1979
- Membro della Rappresentanza Italiana all'Assemblea Parlamentare del Consiglio d'Europa dal 6 ottobre 1976 al 19 giugno 1979

#### VIII legislatura
- Membro della IIª Commissione Interni dal 16 luglio 1981 al 28 dicembre 1982
- Membro della IIIª Commissione Esteri dal 29 aprile 1980 al 16 luglio 1981
- Membro della VIIIª Commissione Istruzione e Belle Arti dal 28 dicembre 1982 all'11 luglio 1983
- Membro della Commissione Parlamentare per l'Indirizzo Generale e la Vigilanza dei Servizi Radiotelevisivi dall'11 agosto 1979 al 21 settembre 1981
- Membro della Commissione di Vigilanza sulla Biblioteca dal 20 giugno 1979 all'11 luglio 1983
- Membro della Commissione di Vigilanza sui Servizi di Documentazione dal 20 giugno 1979 all'11 luglio 1983
- Membro della Sottocommissione Permanente per l'Accesso dal 19 settembre 1979 al 22 settembre 1981

### Senato della Repubblica

#### IX legislatura
- Membro della IVª Commissione Difesa dal 25 settembre 1986 al 1º luglio 1987 (in sostituzione di Giovanni Ferrara Salute fino al 17 aprile 1987)
- Membro della XIIª Commissione Igiene e sanità dal 9 agosto 1983 al 25 settembre 1986 (in sostituzione di Aride Rossi fino al 25 settembre 1986)

X legislatura
- Membro della IIIª Commissione Affari esteri, emigrazione dal 15 maggio 1991 al 22 aprile 1992
- Membro della Xª Commissione Industria, commercio, turismo dal 1º agosto 1987 al 15 maggio 1991 (in sostituzione di Giuseppe Dipaola)

### Parlamento europeo
- Membro della Commissione per le relazioni economiche esterne dal 19 luglio 1979 al 1º ottobre 1981

## Ascendenza[7]
|                                                      |                                                         |                                                            | Genitori                                                    |  |  | Nonni |  |  | Bisnonni        |  |  | Trisnonni                  |  |
|                                                      |                                                         |                                                            |                                                             |  |  |       |  |  | Edoardo Agnelli |  |  | Giuseppe Francesco Agnelli |  |
|                                                      |                                                         |                                                            |                                                             |  |  |       |  |  | Edoardo Agnelli |  |  | Giuseppe Francesco Agnelli |  |
|                                                      |                                                         | Maria Maggia                                               |                                                             |  |  |       |  |  | Edoardo Agnelli |  |  |                            |  |
| Giovanni Agnelli                                     |                                                         |                                                            |                                                             |  |  |       |  |  | Edoardo Agnelli |  |  |                            |  |
|                                                      |                                                         | Aniceta Frisetti                                           | Giovanni Frisetti                                           |  |  |       |  |  |                 |  |  |                            |  |
|                                                      |                                                         | Aniceta Frisetti                                           | Giovanni Frisetti                                           |  |  |       |  |  |                 |  |  |                            |  |
|                                                      |                                                         | Aniceta Frisetti                                           | Anna Lavista                                                |  |  |       |  |  |                 |  |  |                            |  |
| Edoardo Agnelli                                      |                                                         | Aniceta Frisetti                                           |                                                             |  |  |       |  |  |                 |  |  |                            |  |
|                                                      |                                                         | Leopoldo Francesco Primo Boselli                           | Giuseppe Boselli                                            |  |  |       |  |  |                 |  |  |                            |  |
|                                                      |                                                         | Leopoldo Francesco Primo Boselli                           | Giuseppe Boselli                                            |  |  |       |  |  |                 |  |  |                            |  |
|                                                      |                                                         | Leopoldo Francesco Primo Boselli                           | Maddalena Lampugnani                                        |  |  |       |  |  |                 |  |  |                            |  |
| Clara Boselli                                        |                                                         | Leopoldo Francesco Primo Boselli                           |                                                             |  |  |       |  |  |                 |  |  |                            |  |
|                                                      |                                                         | Maddalena Lampugnani                                       | Luigi Lampugnani                                            |  |  |       |  |  |                 |  |  |                            |  |
|                                                      |                                                         | Maddalena Lampugnani                                       | Luigi Lampugnani                                            |  |  |       |  |  |                 |  |  |                            |  |
|                                                      |                                                         | Maddalena Lampugnani                                       | Maria Sanpietro                                             |  |  |       |  |  |                 |  |  |                            |  |
| Susanna Agnelli                                      |                                                         | Maddalena Lampugnani                                       |                                                             |  |  |       |  |  |                 |  |  |                            |  |
|                                                      | Ranieri Bourbon del Monte, III principe di San Faustino | Francesco Bourbon del Monte, marchese di Monte Santa Maria |                                                             |  |  |       |  |  |                 |  |  |                            |  |
|                                                      | Ranieri Bourbon del Monte, III principe di San Faustino | Francesco Bourbon del Monte, marchese di Monte Santa Maria |                                                             |  |  |       |  |  |                 |  |  |                            |  |
|                                                      | Ranieri Bourbon del Monte, III principe di San Faustino | Carolina Scarampi di Pruney                                |                                                             |  |  |       |  |  |                 |  |  |                            |  |
| Carlo Bourbon del Monte, IV principe di San Faustino | Ranieri Bourbon del Monte, III principe di San Faustino |                                                            |                                                             |  |  |       |  |  |                 |  |  |                            |  |
|                                                      |                                                         | Maria Francesca Massimo                                    | Vittorio Emanuele Camillo IX Massimo, II principe di Arsoli |  |  |       |  |  |                 |  |  |                            |  |
|                                                      |                                                         | Maria Francesca Massimo                                    | Vittorio Emanuele Camillo IX Massimo, II principe di Arsoli |  |  |       |  |  |                 |  |  |                            |  |
|                                                      |                                                         | Maria Francesca Massimo                                    | Maria Giacinta Della Porta Rodiani                          |  |  |       |  |  |                 |  |  |                            |  |
| Virginia Bourbon del Monte                           |                                                         | Maria Francesca Massimo                                    |                                                             |  |  |       |  |  |                 |  |  |                            |  |
|                                                      |                                                         | George Washington Campbell Jr.                             | George Washington Campbell                                  |  |  |       |  |  |                 |  |  |                            |  |
|                                                      |                                                         | George Washington Campbell Jr.                             | George Washington Campbell                                  |  |  |       |  |  |                 |  |  |                            |  |
|                                                      |                                                         | George Washington Campbell Jr.                             | Harriett Campbell                                           |  |  |       |  |  |                 |  |  |                            |  |
| Jane Allen Campbell                                  |                                                         | George Washington Campbell Jr.                             |                                                             |  |  |       |  |  |                 |  |  |                            |  |
|                                                      |                                                         | Virginia Watson                                            | Alexander Watson                                            |  |  |       |  |  |                 |  |  |                            |  |
|                                                      |                                                         | Virginia Watson                                            | Alexander Watson                                            |  |  |       |  |  |                 |  |  |                            |  |
|                                                      |                                                         | Virginia Watson                                            | …                                                           |  |  |       |  |  |                 |  |  |                            |  |
|                                                      |                                                         | Virginia Watson                                            |                                                             |  |  |       |  |  |                 |  |  |                            |  |

## Opere
- Vestivamo alla marinara, Milano, A. Mondadori, 1975.
- Gente alla deriva, con Giuliano Zincone, Milano, Rizzoli, 1980.
- Ricordati Gualeguaychú, Milano, A. Mondadori, 1982.
- Addio, addio mio ultimo amore, Milano, A. Mondadori, 1985.
- Questo libro è tuo, Milano, A. Mondadori, 1993. ISBN 88-04-37902-2.